# Мендес, Хуан Баутиста
Хуа́н Баути́ста Ме́ндес (исп. Juan Bautista Méndez; 1776, Каа-Кати, провинция Корриентес, Вице-королевство Рио-де-ла-Плата — 1865, Корриентес, Аргентина) — аргентинский военный и политик, первый автономный губернатор провинции Корриентес (1814, 1816—1818, 1819—1820), федеральный лидер и союзник каудильо Хосе Артигаса.

## Биография

### Первые годы
Родился в 1776 году в Каа-Кати, провинция Корриентес. Он имел образование, несколько превышающее среднее для среднего класса того времени. В юности он был клерком мирового судьи в своей провинции, в Мбурукуйе, а в 1806 году был повышен до мирового судьи в том же городе.
После Майской революции 1810 года он переехал в столицу губернии, где позднее поступил на службу в городскую милицию в звании лейтенанта. Это был очень низкий ранг для его возраста и образования; Ожидалось, что он быстро поднимется по службе, но правительство Директории отказалось предоставлять повышения в должности в городе, который оно считало столь незначительным.
Когда федералисты во главе с Хосе Артигасом столкнулись с представителями правительства Буэнос-Айреса, многие жители Корриентеса посчитали, что они лучше защищены от нападений роялистов и португальцев сторонниками каудильо, чем национальными правителями. Таким образом, образовалась группа сторонников Артигаса, хотя ее члены имели гораздо больше влияния во внутренних районах провинции, чем в столице. Во время правления Хосе Леона Домингеса, посредственного и жестокого чиновника Буэнос-Айреса, половина провинции оказалась в руках федеральных сил, как местных, так и индейских миссионеров, и общественное мнение в столице становилось все более оппозиционным.

### Федеральная автономия Корриентеса
В первых числах марта 1814 года Хуан Баутиста Мендес решил отправить военные силы, оборонительное оружие и государственные деньги в Буэнос-Айрес. В ответ 10 марта лейтенант Мендес возглавил революцию, в результате которой он был взят в плен. На следующий день совет назначил его губернатором и объявил об отделении Корриентеса от юрисдикции Буэнос-Айреса, от которой он до этого зависел. Первое, что он сделал, — отправил Домингеса в Буэнос-Айрес, но без оружия, войск и денег.
Движение было вдохновлено Артигасом, к которому сразу же обратились за инструкциями; Он ответил, что ему следует организовать провинциальный съезд. Лидер направил Хенаро Перугоррию, чиновника Корриентеса из богатой семьи, в качестве своего представителя, который председательствовал на конгрессе. Однако в сентябре, в ответ на просьбу Артигаса о помощи, он сместил Мендеса и вернул провинцию под власть Буэнос-Айреса. Директор Хервасио Антонио де Посадас назначил его губернатором.
Вождь индейцев-миссионеров Блас Басуальдо организовал отвоевание провинции для федералистов. Перугоррия вышел ему навстречу, но в конце декабря был разбит при Бателе. Месяц спустя он был расстрелян по приказу Артигаса.
Властьв провинции перешла к Хосе де Сильве, бывшему офицеру кампании Мануэля Бельграно в Парагвае, который сотрудничал с кампаниями Артигистов против народа Буэнос-Айреса. Во время его правления Мендес был главой столичных сил. Ему пришлось защищать губернатора от революции, возглавляемой братьями Эскобар, которые подчинялись жителям Буэнос-Айреса Гарсии де Коссио и Араухо. Он также сместил могущественного командира Курусу-Куатия.
Когда в феврале 1816 года собрался новый провинциальный конгресс, он был вновь назначен губернатором. Он в основном осуществлял военное командование, в то время как политическая власть принадлежала городскому совету, а законодательная — провинциальному конгрессу.
В конце 1816 года началось португальское вторжение в Восточную полосу и провинцию Мисьонес. Мендес сформировал небольшую армию для защиты обеих территорий, но большая часть его войск дезертировала. Оборона была отдана в руки индейцев гуарани. Мендес несколько раз пытался помочь им защитить запад провинции, но жители Корриентеса отказались сражаться вместе с гуарани по явно расистским причинам.

### Гуарани оккупируют Корриентес
После ряда поражений в мае 1818 год Хуан Баутиста Мендесс был свергнут революцией под руководством капитана Хосе Франсиско Ведойи. Командир Мигель Эскобар встал на защиту Мендеса, но после серии переговоров войска капитана Эскобара отказались от кампании. Ведоя потребовал назначить его губернатором.
Но в августе Андрес Гуасурари, крестник Артигаса и командир гуарани, занял город со своими войсками в сопровождении ирландца Педро Кэмпбелла. Оба навязали свою власть знати Корриентеса и восстановили Мендеса в правительстве. Богатые и образованные жители города всегда вспоминали время вторжения как череду грабежей, мародерств, изнасилований и убийств.
Из Корриентеса и Гойи он отправлял помощь армиям провинций Санта-Фе и Энтре-Риос, но вскоре стало ясно, что первоочередной задачей является защита побережья реки Уругвай, где португальцы были заняты разрушением городов и грабежом всего, что находили. Гражданская война и защита от иностранного вторжения привели к обнищанию и изоляции Корриентеса, и, естественно, все винили в этом губернатора.
Братья Эскобар и комендант Ведойя предприняли новую попытку свергнуть его, но были разбиты и казнены. Мендес, со своей стороны, проводил большую часть времени во внутренних районах провинции, организуя военные силы, в то время как королевское управление осуществлялось кабильдо, контролируемым представителями Артигаса. Чтобы избавиться от Кэмпбелла, он дал ему командование военно-морской эскадрой, с которой тот участвовал в новой гражданской войне против Директории. Под командованием Кэмпбелла 400 солдат Корриентеса приняли участие в победе федеральных войск в битве при Сепеде.

### Падение
Получив известие о Пиларском договоре и поражении Артигаса в битве при Такуарембо, жители Корриентеса решили подписать новый договор с Артигасом и местным руководством Мисьонеса в апреле 1820 года в лагере Артигаса в Абалосе, недалеко от Курузу-Куатиа. Он также провел провинциальный конгресс в городе Саладас.
Последующие месяцы были сосредоточены на войне между Артигасом и Франсиско Рамиресом. На первом судне перевозились войска Корриентеса и важные силы коренных народов. После двух небольших побед на востоке Рамирес разбил его в Ла-Бахаде (нынешний город Парана) и вторгся в провинцию Корриентес. Даже флот из Буэнос-Айреса помог флоту из Энтре-Риос и занял Гойю, командир которой присоединился к захватчикам.
Пока Мендес и Артигас оставались во внутренних районах провинции, 8 августа 1820 года городской совет столицы выступил в пользу своего врага: во главе с Хуаном Хосе Фернандесом Бланко он арестовал Кэмпбелла и Мариано Веру — бывшего федерального губернатора Санта-Фе — и объявил Мендеса низложенным. Его дом был разграблен и разрушен в поисках сокровищ, которые он предположительно спрятал в его стенах, но ничего не было найдено.
Он все еще участвовал в кампании вместе с Артигасом и сопровождал его в его последних маневрах, которые закончились его изгнанием в Парагвай. Хуан Баутиста Мендес вернулся в Корриентес, где был арестован по приказу Франсиско Рамиреса. Его приговорили к смертной казни за отказ признаться в том, где он спрятал предположительно украденные деньги, но Мендес смирился со смертью. Только тогда жителю Энтре-Риос пришлось признать, что история о сокровищах была всего лишь мифом, распространенным его врагами. Вскоре после этого его отпустили.

### После Артигаса
Хуан Баутиста Мендес ушел из политики и поселился на ферме недалеко от города, где посвятил себя сельскому хозяйству. Спустя годы он вернулся к работе нотариусом и стал попечителем городского прихода. Позднее он стал мировым судьей в городе Лорето во время второго губернаторства Педро Ферре.
98-летний Хуан Баутиста Мендес скончался в городе Корриентес в 1865 году, незадолго до парагвайского вторжения, положившего начало Парагвайской войне.